# Siguiri
Siguiri – miasto w Gwinei; 43 300 mieszkańców (2006). Przemysł spożywczy, włókienniczy.